# Кардашов, Николай Николаевич
Никола́й Никола́евич Кардашев (27 октября 1873, Москва — 1920, Омск) — русский революционер-большевик.

## Биография
Родился в мещанской семье, отец был приказчиком.
Окончил физико-математический факультет Императорского Московского университета. В 1897 году включился в революционную борьбы, социал-демократ. В 1897 и 1902 годах подвергался аресту, затем выслан в Воронеж. Состоял в Воронежском комитете эсеров, был связан с ЦК партии.
В 1906 году выслан в Нарымский край, откуда совершил побег. В 1914 году вторично выслан в Сибирь, бежал в 1916 году. Работал статистиком в Баку.
В 1917 возглавил Воронежский городской комитет и губком РСДРП(б), редактировал газету «Воронежский рабочий». Избран делегатом VII конференции и VI съезда РСДРП(б) с решающим голосом. В 1918 возглавлял губернские Совет, совнархоз, комиссар труда.
С 1919 года в РККА. Осенью 1919 года получил направление на Восточный фронт. Умер, заразившись тифом.
Именем Н. Кардашова названа улица в Воронеже. На д. 37 по улице 20-летия Октября установлена мемориальная доска Н. Кардашову.